# Главный калибр (сериал)
«Главный калибр» (сокращённая версия в виде фильма «Хроника „Ада“») — российский 12-серийный фильм 2006 года. Премьера состоялась 24 июня 2007 года на телеканале «Россия 1». Режиссёр-постановщик — Михаил Шевчук.

## Сюжет
События развиваются в двух временных линиях.
1943 год, Великая Отечественная война. Группе советских диверсантов поручено разыскать и уничтожить расположеную на болотах Псковщины секретную немецкую лабораторию в которой нацисты проводят опыты по созданию сверхлюдей, разрабатывая химический стимулятор для военных. Поскольку местность окутана взрывоопасными болотными газами, там нельзя применять огнестрельное оружие, поэтому в группу отбирают мастеров рукопашного боя под руководством капитана Тенегина.
2006 год. Внук капитана Тенегина — Сергей, находит дневниковые записи деда, решает снять по ним фильм и со съёмочной группой отправляется в места, где воевал дед. Одновременно в Германии молодому человеку Герхарду в наследство от деда — бывшего эсэсовца достаются чертежи бункера. Решив, что там спрятано золото нацистов, Герхард организует свою экспедицию в те же места.

## В ролях
- Юрий Сысоев — капитан Тенегин
- Александр Соловьёв-младший — Соловей
- Гейдар Садыхов — Буба
- Руслан Гаджаев — Семён
- Алексей Фаддеев — Южин
- Глафира Тарханова — Людмила
- Влад Дёмин — Отто Скорцени
- Василий Сергеев — Клаус-Иоахим фон Лепель
- Александр Кульков — Герхард, внук барона фон Лепеля
- Марат Башаров — Сергей Тенегин
- Виктор Раков — Тихон
- Екатерина Вилкова — Анастасия
- Елена Ксенофонтова — Катерина
- Дмитрий Марьянов — Андрей
- Мария Куликова — Анна, жена Сергея
- Юрий Чернов — Анатолий, отец Анны
- Эдуард Федашко — Орчеховски
- Виктор Бунаков — Сафронов
- Прохор Зикора — Фёдор

## Критика
Критиками фильм не рассматривается как военный фильм — жанр фильма определяется как фильм о боевых искусствах, кинофантастика и кинокомикс, экшн:

Появляются, как и в западных странах, жанровые фильмы в голливудском стиле, для которых события Великой Отечественной становятся лишь историческим фоном, поводом для лихо закрученного детектива или хорошего «экшена». Фильм Михаила Шевчука — это боевик с элементами фэнтези. В «Главном калибре» речь идёт о психотронном оружии, способном производить суперменов-зомби. «Главный калибр» можно охаратиризовать как военно-мистический боевик. В таких жанровых фильмах, разумеется, глупо критиковать постановщиков и сценаристов за конкретные исторические детали, за то, что сознательно сдвинута хронология, введены фантастические допущения, да еще лычки и погоны не того цвета или формы.— Б. В. Соколов